# Harlan Cleveland

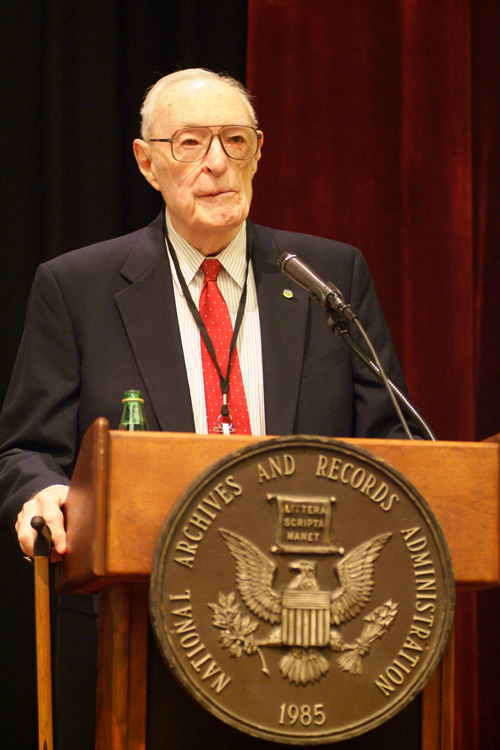
Harlan Cleveland

Harlan Cleveland (n. 19 ianuarie 1918 – d. 30 mai 2008) a fost un diplomat și politolog american, membru de onoare al Academiei Române (din 1994). 